# عقیل اعتمادی
عقیل اعتمادی (زاده ۳ اردیبهشت ۱۳۶۶)، بازیکن حرفه‌ای سابق فوتبال ایرانی است که در پست دروازه‌بان بازی می‌کرد.او هم اکنون مربی دروازه‌بانان آلمیره سیتی هلند است.این بازیکن سابقه بازی در تیم‌های هیرنفین، اِمِن و خرونینگن را در کارنامه دارد.
.

## دوران حرفه‌ای

### باشگاهی
اعتمادی به عنوان محصول آکادمی باشگاه هیرنفین از سن ۹ سالگی به عضویت این باشگاه درآمد. او در سال ۲۰۰۵ به تیم دوم باشگاه دعوت و در سال ۲۰۰۷ نیز وارد تیم اصلی هیرنفین شد. عقیل با این باشگاه عنوان قهرمانی جام حذفی ۰۹–۲۰۰۸ هلند را کسب کرد. در سوپرجام نیز با قبول شکست از ای‌زد آلکمار به نایب‌قهرمانی بسنده کردند. او همچنین به همراه هیرنفین در رقابت‌های جام یوفا ۰۸–۲۰۰۷ حضور داشته‌است.
عقیل در سال ۲۰۰۹ در آستانه پیوستن به تیم استیل‌آذین قرار داشت، اما حضورش در این تیم منتفی شد. در ۲۹ تیر ۱۳۹۰ با امضای قراردادی به تیم خرونینگن پیوست. وی که چندین بار علاقه‌اش به حضور در لیگ ایران را ابراز کرده بود، سرانجام در نیم فصل لیگ یازدهم به تیم تراکتورسازی پیوست. بعد از ان به عضویت باشگاه صنعت نفت آبادان درآمده. وی هم‌اکنون بازیکن دی گرافشاپ هلند است.

### ملی
اعتمادی پیش از این به تیم‌های ملی رده پایه هلند نیز دعوت شده بود. وی نسبت به بازی در تیم ملی فوتبال ایران اظهار علاقه کرده‌است.

## افتخارات
باشگاهی
- قهرمانی در جام حذفی فوتبال هلند ۰۹–۲۰۰۸ به همراه باشگاه هیرنفین
- نایب‌قهرمانی در سوپرجام فوتبال هلند ۲۰۰۹ به همراه باشگاه هیرنفین
- نائب قهرمانی در لیگ برتر فوتبال ایران ۹۱–۹۰ به همراه باشگاه تراکتورسازی تبریز
- نائب قهرمانی لیگ برتر فوتبال ایران ۹۲–۱۳۹۱ به همراه باشگاه تراکتور سازی تبریز